# Жетиген (Джалал-Абадская область)
Жетиген (кирг. Жетиген) — село в Аксыйском районе Джалал-Абадской области Кыргызстана. Административно подчинено администрации города Кербен.

## География
Село расположено в южной части области, вблизи государственной границы с Узбекистаном, у северо-западной границы города Кербен, административного центра района.

## Население
Согласно оценочным данным Национального статистического комитета Кыргызской Республики, численность населения села на начало 2023 года составляла 2046 человек.
| год     | 2009 | 2014 | 2015 | 2020 | 2021 | 2023 |
| ------- | ---- | ---- | ---- | ---- | ---- | ---- |
| человек | 1755 | 2017 | 1897 | 1990 | 1993 | 2046 |